# Душан Пашек
Душан Пашек (чеськ. Dušan Pašek, 7 вересня 1960, Братислава — 15 березня 1998 Братислава) — чехословацький хокеїст, що грав на позиції центрального нападника. Грав за збірну команду Чехословаччини.

## Ігрова кар'єра
Хокейну кар'єру розпочав 1976 року виступами за команду «Слован» (Братислава) мол..
1982 року був обраний на драфті НХЛ під 81-м загальним номером командою «Міннесота Норт-Старс». 
Протягом професійної клубної ігрової кар'єри, що тривала 17 років, захищав кольори команд «Слован» (Братислава), «Дукла» (Їглава), «Міннесота Норт-Старс», «Азіаго», «Амбрі-Піотта», «Фасса» та КалПа.
Був гравцем молодіжної збірної Чехословаччини, у складі якої брав участь у 16 іграх. Виступав за національну збірну Чехословаччини, провів 82 гри в її складі.

## Нагороди та досягнення
- Чемпіон Чехословаччини в складі клубу «Слован» (Братислава) — 1979.
- Срібний призер молодіжного чемпіонату світу 1979.
- Срібний призер чемпіонатів світу 1982 та 1983.
- Срібний призер Олімпійських ігор 1984.
- Чемпіон світу 1985.
- Бронзовий призер чемпіонату світу 1987.
- Член Зали слави словацького хокею — 2007.

## На чолі федерації та самогубство
У грудні 1997 став президентом Словацького союзу льодового хокею. 15 березня 1998 року наклав на себе руки. Причини його смерті досі не з'ясовані.

## Статистика

### Клубні виступи
| Сезон      | Клуб                       | Ліга       | Регулярний сезон | Регулярний сезон | Регулярний сезон | Регулярний сезон | Регулярний сезон | Плей-оф | Плей-оф | Плей-оф | Плей-оф | Плей-оф |
| Сезон      | Клуб                       | Ліга       | І                | Г                | П                | О                | ШХ               | І       | Г       | П       | О       | ШХ      |
| ---------- | -------------------------- | ---------- | ---------------- | ---------------- | ---------------- | ---------------- | ---------------- | ------- | ------- | ------- | ------- | ------- |
| 1976–77    | «Слован» (Братислава) мол. | ЧСХЛ-мол.  | —                | —                | —                | —                | —                | —       | —       | —       | —       | —       |
| 1977–78    | «Слован» (Братислава)      | ЧСХЛ       | 5                | 0                | 1                | 1                | 0                | —       | —       | —       | —       | —       |
| 1978–79    | «Слован» (Братислава)      | ЧСХЛ       | 36               | 9                | 12               | 21               | 18               | —       | —       | —       | —       | —       |
| 1979–80    | «Слован» (Братислава)      | ЧСХЛ       | 40               | 18               | 1                | 19               | 22               | —       | —       | —       | —       | —       |
| 1980–81    | «Слован» (Братислава)      | ЧСХЛ       | 34               | 22               | 10               | 32               | 12               | —       | —       | —       | —       | —       |
| 1981–82    | «Слован» (Братислава)      | ЧСХЛ-2     | —                | —                | —                | —                | —                | —       | —       | —       | —       | —       |
| 1982–83    | «Слован» (Братислава)      | ЧСХЛ       | 43               | 23               | 23               | 46               | 62               | —       | —       | —       | —       | —       |
| 1983–84    | «Слован» (Братислава)      | ЧСХЛ       | 40               | 28               | 19               | 47               | 62               | —       | —       | —       | —       | —       |
| 1984–85    | «Слован» (Братислава)      | ЧСХЛ       | 40               | 23               | 14               | 37               | 60               | —       | —       | —       | —       | —       |
| 1985–86    | «Дукла» (Їглава)           | ЧСХЛ       | 45               | 13               | 11               | 24               | 44               | —       | —       | —       | —       | —       |
| 1986–87    | «Слован» (Братислава)      | ЧСХЛ       | 32               | 18               | 27               | 45               | 81               | 6       | 3       | 2       | 5       | —       |
| 1987–88    | «Слован» (Братислава)      | ЧСХЛ       | 40               | 19               | 18               | 37               | 81               | —       | —       | —       | —       | —       |
| 1988–89    | «Міннесота Норт-Старс»     | НХЛ        | 48               | 4                | 10               | 14               | 30               | 2       | 1       | 0       | 1       | 0       |
| 1989–90    | «Каламазу Вінгс»           | ІХЛ        | 20               | 10               | 14               | 24               | 6                | —       | —       | —       | —       | —       |
| 1990–91    | «Слован» (Братислава)      | ЧСХЛ       | 11               | 11               | 5                | 16               | 20               | —       | —       | —       | —       | —       |
| 1990–91    | «Азіаго»                   | Серія А    | 34               | 35               | 41               | 76               | 22               | 3       | 5       | 1       | 6       | 0       |
| 1990–91    | «Амбрі-Піотта»             | НЛА        | 1                | 2                | 1                | 3                | 0                | 5       | 1       | 1       | 2       | 9       |
| 1991–92    | «Фасса»                    | Алпенліга  | 18               | 19               | 22               | 41               | 45               | —       | —       | —       | —       | —       |
| 1991–92    | «Фасса»                    | Серія А    | 17               | 15               | 25               | 40               | 12               | 8       | 7       | 8       | 15      | 10      |
| 1992–93    | КалПа                      | СМ-Л       | 10               | 2                | 4                | 6                | 16               | —       | —       | —       | —       | —       |
| ЧСХЛ разом | ЧСХЛ разом                 | ЧСХЛ разом | 366              | 184              | 141              | 325              | 462              | 6       | 3       | 2       | 5       | —       |

### Збірна
| Рік                | Команда            | Турнір             | І  | Г  | П  | О  | ШХ |
| ------------------ | ------------------ | ------------------ | -- | -- | -- | -- | -- |
| 1978               | Чехословаччина     | ЮЧЄ                | 5  | 6  | 4  | 10 | 4  |
| 1979               | Чехословаччина     | МЧС                | 6  | 2  | 0  | 2  | 2  |
| 1980               | Чехословаччина     | МЧС                | 5  | 6  | 1  | 7  | 4  |
| 1981               | Чехословаччина     | КК                 | 6  | 0  | 2  | 2  | 2  |
| 1982               | Чехословаччина     | ЧС                 | 10 | 1  | 2  | 3  | 4  |
| 1983               | Чехословаччина     | ЧС                 | 10 | 3  | 2  | 5  | 6  |
| 1984               | Чехословаччина     | ОІ                 | 7  | 0  | 4  | 4  | 2  |
| 1984               | Чехословаччина     | КК                 | 5  | 0  | 0  | 0  | 4  |
| 1985               | Чехословаччина     | ЧС                 | 10 | 3  | 3  | 6  | 6  |
| 1986               | Чехословаччина     | ЧС                 | 10 | 4  | 3  | 7  | 16 |
| 1987               | Чехословаччина     | ЧС                 | 10 | 6  | 2  | 8  | 2  |
| 1987               | Чехословаччина     | КК                 | 6  | 4  | 1  | 5  | 12 |
| 1988               | Чехословаччина     | ОІ                 | 8  | 6  | 5  | 11 | 8  |
| Молодіжна збірна   | Молодіжна збірна   | Молодіжна збірна   | 16 | 14 | 5  | 19 | 10 |
| Національна збірна | Національна збірна | Національна збірна | 82 | 27 | 24 | 51 | 62 |